# Sahana Pradhan
Sahana Pradhan, née le 17 juin 1927 à Katmandou (Népal), et morte dans cette ville le 22 septembre 2014, est une femme politique népalaise, membre de Parti communiste du Népal (marxiste-léniniste unifié) (ou PCN-MLU).
Le 1er avril 2007, elle est nommée ministre des Affaires étrangères, dans le cabinet dirigé par Girija Prasad Koirala, et occupe ces fonctions jusqu'à la démission formelle du cabinet, le 23 juillet 2008.
Elle remplace K.P. Sharma Oli, également issu du PCN-MLU, mais n'est pas titrée vice-Premier ministre. Après l'entrée en fonctions du cabinet dirigé par le maoïste Pushpa Kamal Dahal, elle est à son tour remplacée, le 22 août 2008, par Upendra Yadav, membre du Forum des droits du peuple madhesi, Népal (MJF).